# امیل آباز
امیل آباز (انگلیسی: Emil Abaz؛ زادهٔ ۱۷ ژانویهٔ ۱۹۹۸) بازیکن فوتبال اهل مقدونیه شمالی است که برای کاپلن در لیگ ۱ ملی بلژیک بازی می‌کند.
وی در تیم‌های ملی فوتبال زیر ۱۷ سال مقدونیه شمالی, زیر ۱۹ سال مقدونیه شمالی، و زیر ۲۱ سال مقدونیه شمالی بازی کرده است.